# Гордан Јандроковић
Гордан Јандроковић (Бјеловар, 2. август 1967) хрватски је политичар и дипломата. Од 2017. обавља функцију председавајућег Хрватског сабора. Раније је био министар спољних послова и европских интеграција од 2008. до 2011. и потпредседник владе од 2010. до 2011. у кабинетима Иве Санадера и Јадранке Косор. 
Јандроковић је рођен у Бјеловару, дипломирао је на Грађевинском факултету у Загребу 1991. године, а 1993. године је стекао диплому на Факултету политичких наука.  

## Политичка каријера
Јандроковић је биран за посланика Хрватског сабора 5 пута узастопно, на парламентарним изборима у Хрватској 2003, 2007, 2011, 2015. и 2016. године. Током своје парламентарне каријере, Јандроковић је, између осталих функција, био председавајући Одбора за економију, развој и обнову од 2003. до 2004. године и председник Одбора за спољну политику од 2004. до 2007. године. У истом раздобљу је био и предсједавајући Делегације у Заједничком парламентарном одбору Хрватска - ЕУ. У 7. мандату Хрватског сабора, од 2011. до 2015. године, Јандроковић је био заменик председника најпре Одбора за европске интеграције, а потом и Одбора за европска питања, основаног након уласка Хрватске у Европску унију. Изабран је за председника Одбора за европске послове 23. јануара 2016. године. Након ванредних парламентарних избора у септембру 2016. изабран је за заменика председника Хрватског сабора 14. октобра 2016. 
Према постизборном споразуму, успостављеном 2016. године, две странке у владајућој коалицији: Хрватска демократска заједница (ХДЗ) (на челу са премијером Андрејом Пленковићем ) и Мост независних листа (Мост; на челу са Божом Петровим), који ће касније бити изабран за председавајућег парламента), Јандроковић је требало да преузме функцију председника неко време у 2018. години  (средина тренутног законодавног мандата, који би требало да се заврши 2020). Међутим, због распада коалиције између Хрватске демократске заједнице и Моста независних листа (Мост), Божо Петров је поднео оставку на функцију председника Сабора 4. маја 2017, док је Јандроковић 5. маја 2017. изабран за новог председника. 